# Cryptotora thamicola
Cryptotora thamicola — вид коропоподібних риб родини баліторових (Balitoridae), єдиний представник роду Cryptotora.

## Поширення
Ендемік Таїланду. Мешкає у підземних водоймах карстової системи в провінції Мегонгсон на північному заході країни. Вид трапляється у вісьмох печерах.

## Опис
Риба завдовжки 2,8 см. Тіло без луски та безбарвне. Очі відсутні.

## Спосіб життя
Мешкає у швидкоплинних підземних річках. Співіснує з іншим підземним видом риб Schistura oedipus.